# Ptochus
Ptochus är ett släkte av skalbaggar. Ptochus ingår i familjen vivlar.

## Dottertaxa tillPtochus, i alfabetisk ordning[1]
- Ptochus adjunctus
- Ptochus adspersus
- Ptochus afflictus
- Ptochus albanicus
- Ptochus antennalis
- Ptochus antoniae
- Ptochus apicatus
- Ptochus assamensis
- Ptochus aurichalceus
- Ptochus bengalensis
- Ptochus bisignatus
- Ptochus brachyderoides
- Ptochus brevicollis
- Ptochus canescens
- Ptochus carinaerostris
- Ptochus carinerostris
- Ptochus cephalotes
- Ptochus circumcinctus
- Ptochus concinnus
- Ptochus congoanus
- Ptochus cretensis
- Ptochus crinitus
- Ptochus czikii
- Ptochus deportatus
- Ptochus deserticola
- Ptochus desertus
- Ptochus emgei
- Ptochus eurynotus
- Ptochus fasciolatus
- Ptochus fulvidipes
- Ptochus fulvipes
- Ptochus globiventris
- Ptochus graecus
- Ptochus grandicollis
- Ptochus grandicornis
- Ptochus hauseri
- Ptochus horridulus
- Ptochus imbellis
- Ptochus imbricatus
- Ptochus impressicollis
- Ptochus indemnis
- Ptochus interruptus
- Ptochus inustus
- Ptochus iranensis
- Ptochus koltzei
- Ptochus kozlovi
- Ptochus lacteolus
- Ptochus lapsus
- Ptochus lateralis
- Ptochus latifrons
- Ptochus latirostris
- Ptochus limbatus
- Ptochus longicollis
- Ptochus marquardti
- Ptochus melichari
- Ptochus minimus
- Ptochus mithras
- Ptochus napaeus
- Ptochus neapolitanus
- Ptochus nigropilosus
- Ptochus nodulosus
- Ptochus noxius
- Ptochus obliquesignatus
- Ptochus obscuripes
- Ptochus ophthalmicus
- Ptochus opthalmicus
- Ptochus ovulum
- Ptochus percussus
- Ptochus perdix
- Ptochus periteloides
- Ptochus pilifer
- Ptochus piliferus
- Ptochus planoculis
- Ptochus porcellus
- Ptochus potanini
- Ptochus pusio
- Ptochus pyriformis
- Ptochus quadrisignatus
- Ptochus rufipes
- Ptochus saccatus
- Ptochus setosus
- Ptochus spiraeae
- Ptochus squamosus
- Ptochus strabo
- Ptochus strigirostris
- Ptochus subacutus
- Ptochus subcretaceus
- Ptochus subsignatus
- Ptochus sus
- Ptochus suvorovi
- Ptochus tessellatus
- Ptochus tigrinus
- Ptochus vagepictus
- Ptochus variegatus
- Ptochus viridilimbatus
- Ptochus vittatus